# Большой певун-барсучок
Большой певун-барсучок (лат. Limnothlypis swainsonii) — маленькая птица семейства древесницевых. Единственный вид рода Limnothlypis.

## Описание
Длина птицы примерно 14 см. Макушка, область затылка и верхняя сторона от оливково-коричневого до светло-коричнево цвета. На нижней стороне оперение бледно-жёлтого цвета. От основания клюва через глаза проходит назад тонкая от серого до чёрного цвета черта. Самец и самка имеют похожее оперение.

## Распространение
Большой певун-барсучок изредка встречается в период гнездования на юго-востоке Северной Америки. Они населяют болота, торфяники и нижние ярусы лесов. На зимовку птицы мигрируют в том числе в Мексику, Юкатан и Белиз, в Гондурас, на Ямайку и Антильские острова. Популяция уменьшилась. Главной причиной является разрушение жизненных пространств и гнездовой паразит буроголовый коровий трупиал.

## Размножение
Период гнездования начинается в начале мая и тянется до начала июля. Самка строит над землёй из листьев, мха и травы большое гнездо в форме чаши. В кладке от 2 до 5 яиц. Насиживание продолжается от 13 до 15 дней. После появления на свет птенцы становятся самостоятельными через 10—12 дней.  Ещё 2—3 недели птенцы остаются в гнезде со взрослыми птицами.